# Брус Грийнууд
Стюарт Брус Грийнууд (на английски: Stuart Bruce Greenwood) (роден на 12 август 1956 г.) е канадски актьор.

## Избрана филмография
- Рамбо: Първа кръв (1982)
- Матлок (1987)
- Пасажер 57 (1992)
- Екзотика (1994)
- Пътят към Авонлий (1994)
- Ние сме баща ти (1997)
- Двойно убийство (1999)
- Тук на земята (2000)
- Извънредни директиви (2000)
- Отнесени от бурята (2002)
- Ядрото (2003)
- Холивудски ченгета (2003)
- Аз, роботът (2004)
- Зебрата състезател (2005)
- Капоти (2005)
- Осем герои (2006)
- Дежа вю (2006)
- Пожарникарско куче (2007)
- Съкровището: Книгата на тайните (2007)
- Стар Трек (2009)
- Младежка лига (2010)
- Батман: Под червената качулка (2010)
- Вечеря за идиоти (2010)
- Супер 8 (2011)
- Мястото отвъд дърветата (2012)
- Полет (2012)
- Пропадане в мрака (2013)
- Безумна любов (2014)
- Момчетата от Медисън авеню (2015)
- Американски татко! (2016)
- Kingsman: Златният кръг (2017)
- Вестник на властта (2017)
- Специализантът (2018)
- Доктор Сън (2019)
- Дотолкова съм сигурен (2020)